# Natriumascorbaat
Natriumascorbaat is het natriumzout van ascorbinezuur met als brutoformule C6H7O6Na. De stof komt voor als een wit kristallijn poeder. Het is een veelgebruikt antioxidant en zuurteregelaar. Het draagt het E-nummer E301.

## Werking
Natriumascorbaat werkt preventief tegen hartaanvallen en is in staat om aderverkalking tegen te werken. Het speelt tevens een belangrijke rol bij het behandelen van chronische en acute ontstekingen. Het zou ook anti-carcinogeen werken.

## Toxicologie en veiligheid
Ondanks het feit dat natriumascorbaat relatief veilig is, kan een overdosis leiden tot ongewenste neveneffecten: branderig gevoel, irritatie in mond en keel, gezwollen lippen en tong, pijn aan de beenderen, spierzwakte en stemmingswisselingen.